# Coupe de Belgique masculine de handball 2000-2001
Navigation
Édition précédente Édition suivante
La Coupe de Belgique masculine de handball de 2000-2001 fut la 37e édition de cette compétition organisée par l'Union royale belge de handball (URBH)
La finale se joua à Gand le 16 avril 2001, elle opposa le HC Eynatten, affilié à la LFH et tenant du titre à la formation du Sporting Neerpelt, affilié à la VHV.
Ce fut le Sporting Neerpelt qui remporta la Coupe de Belgique pour la septième fois de son histoire, devenant le club qui remporta le plus de fois le trophée puisqu'il dépassa l'Initia HC Hasselt qui resta à six victoires.

## Phase finale

### Quarts de finale
- : Tenant du titre

| Lieu                | Club               | Aller | Total | Retour | Club              | Lieu     |
| ------------------- | ------------------ | ----- | ----- | ------ | ----------------- | -------- |
| Villers-le-Bouillet | H.Villers 59       | 20-20 | 33-58 | 13-38  | Initia HC Hasselt | Hasselt  |
| Maasmechelen        | HC Maasmechelen 65 | 15-25 | 39-62 | 24-37  | HC Eynatten       | Raeren   |
| Beyne-Heusay        | Union beynoise     | 21-17 | 41-38 | 20-21  | HCE Tongeren      | Tongres  |
| Lebbeke             | Ajax Lebbeke       | 20-21 | 47-49 | 27-28  | Sporting Neerpelt | Neerpelt |

* HCE Tongeren qualifié aux dépens du Initia HC Hasselt selon la règle du nombre de buts marqués à l'extérieur (22 contre 17).

### Demi-finales
- : Tenant du titre

| Lieu     | Club              | Aller | Total | Retour | Club              | Lieu         |
| -------- | ----------------- | ----- | ----- | ------ | ----------------- | ------------ |
| Raeren   | HC Eynatten       | 22-18 | 41-35 | 19-17  | Union beynoise    | Beyne-Heusay |
| Neerpelt | Sporting Neerpelt | 24-27 | 53-50 | 29-23  | Initia HC Hasselt | Hasselt      |

### Finale
- : Tenant du titre

| 16 avril 2001 | Sporting Neerpelt   | 18 - 12 | HC Eynatten | Gand, ? |
| 16 avril 2001 | Szymon Dobrzynski 5 | (11-6)  | Jacobs 3    | Gand, ? |

## Vainqueur
| Coupe de Belgique de handball 2000-2001 Sporting Neerpelt 7e titre |